# (25986) Sunanda
(25986) Sunanda est un astéroïde de la ceinture principale.

## Description
(25986) Sunanda est un astéroïde de la ceinture principale. Il fut découvert le 19 mars 2001 à Socorro (Nouveau-Mexique) par le projet LINEAR. Il présente une orbite caractérisée par un demi-grand axe de 2,42 UA, une excentricité de 0,10 et une inclinaison de 6,3° par rapport à l'écliptique.

## Compléments